# Agent de glacejat
Els agents de glacejat, en anglès:Glazing agents, o polishing agents, són additius alimentaris que proporcionen una aparença brillant o donen una capa protectora als aliments. La majoria d'ells estan basats en ceres.
Exemples:
- Àcid esteàric (E570)
- Cera d'abella (E901)
- Cera de candelilla (E902)
- Cera de carnauba (E903, que es fa servir per abrillantar la xocolata i molts altres aliments)
- Shellac (E904)
- Cera microcristal·lina (E905c), Cera cristal·lina (E907)
- Lanolina (E913)
- Cera de polietilè oxidada (E914)
- Èsters de colophonium (E915)
- Parafina